# Ceratinopsis sutoris
Ceratinopsis sutoris är en spindelart som beskrevs av Bishop och Crosby 1930. Ceratinopsis sutoris ingår i släktet Ceratinopsis och familjen täckvävarspindlar. Inga underarter finns listade i Catalogue of Life.